# 古田剛志
古田 剛志（ふるた つよし）は、日本のゲームクリエイター（シナリオライター、演出家）。日本大学芸術学部卒業。セガ所属。
フリーでゲームのシナリオ、演出を手掛けたのち、2005年にチュンソフト（現スパイク・チュンソフト）に入社。『3年B組金八先生 伝説の教壇に立て!』、『忌火起草』、『428 〜封鎖された渋谷で〜』に脚本またはスクリプト演出として携わる。実写作品である『428』ではスクリプト演出のほかに撮影現場班で記録を担当した。
その後、スパイク・チュンソフトからセガに移籍し、2011年にリリースされた『龍が如く OF THE END』以降、『龍が如くシリーズ』をはじめとした龍が如くスタジオの制作タイトルに脚本および演出スタッフとして参加している。2018年の『JUDGE EYES:死神の遺言』ではメインストーリー脚本を担当した。総合監督の名越稔洋は同作では「緻密なドラマ作りという意味でも、『龍が如く0 誓いの場所』の脚本を担当した古田がどうしても必要」だったとインタビューで答えている。
古田について、『JUDGE EYES』ディレクターの吉田幸司は「皆さんは脚本家としてしか見ていないかもしれないんですけども、いわゆる映像の作家なので、シーンのカット割りとかモーションの芝居に対する演出とか、彼自身が全部できるんですね」と語っている。

## 作品
- 3年B組金八先生 伝説の教壇に立て!（2004年、チュンソフト） - 脚本、スクリプト[4]
- 龍が如く（2005年、セガ） - 絵コンテ・脚本補佐[4]
- 忌火起草（2007年、開発チュンソフト、発売セガ） - 脚本[4][1]
- 428 〜封鎖された渋谷で〜（2007年、開発チュンソフト、発売セガ） - 演出、撮影ユニット 記録[4]
- 龍が如く OF THE END（2011年、セガ） - 脚本／演出[4]
- バイナリードメイン（2012年、セガ） - 脚本／演出[4]
- 龍が如く5 夢、叶えし者（2012年、セガ） - シナリオチーム・脚本補[4]
- 龍が如く 維新!（2014年、セガ） - 脚本・演出補[4]
- 龍が如く0 誓いの場所（2015年、セガ） - 脚本・演出補[4]
- 龍が如く 極（2016年、セガ） - 脚本・演出補[4]
- 龍が如く6 命の詩。（2016年、セガ） - 脚本／コンテ制作[4]
- JUDGE EYES:死神の遺言（2018年、セガ） - メインストーリー脚本・演出[4]
- 龍が如く7 光と闇の行方（2020年、セガ）  - 脚本[4]
- LOST JUDGMENT 裁かれざる記憶（2021年、セガ）  - 脚本[5]
- 龍が如く7外伝 名を消した男（2023年、セガ）  - 脚本・演出[4]
- 龍が如く8（2024年、セガ） - 脚本協力[4]
- 龍が如く8外伝 Pirates in Hawaii（2025年、セガ） - 脚本・演出[4]
- 龍が如く0誓いの場所Director'sCut（2025年、セガ） - 脚本・演出補[4]